# 칠백의총
칠백의총(七百義塚)은 임진왜란 때 순절한 고경명, 조헌, 영규 대사를 비롯한 700여 명의 의사가 묻힌 묘역이다. 대한민국 충청남도 금산군 금성면 의총리에 위치해 있다. 1963년 1월 21일 대한민국의 사적 제105호로 지정되었다.

## 개요
임진왜란(1592) 때 왜군과 싸우다가 장렬히 전사한 700명의 병사들을 위한 무덤과 사당이다.
조헌(1544∼1592)은 의병장으로, 문과에 급제한 후 호조좌랑, 예조좌랑, 감찰을 거쳐 보은현감으로 나갔으나, 여러 번 재등용되었는데 사직하고 임진왜란이 일어나자 옥천에서 1,700여 명의 의병을 일으켜 영규대사와 합세하여 청주를 탈환하였다. 이어 금산에서 왜군을 막기 위해 남은 군사 700명과 함께 금산 전투에서 장렬히 싸우다 전사하였다. 시호는 문열(文烈)이다.
그들이 전사한 후 조헌 선생의 제자인 박정량과 전승업이 시체를 거두어 무덤을 만들었는데, 이것이 칠백의총이다. 조선 선조 36년(1603)에 ‘중봉조헌선생일군순의비’가 세워지고, 인조 25년(1647)에 종용사를 세워 700의사의 위패를 모셨다.
일제시대에 일본인들이 의총을 허물고 순의비를 폭파했으나, 금산군 사람들이 비석 조각을 감추어 보존하였다. 1971년 깨어진 조각을 시멘트 등으로 다시 붙여 복원하였으나, 2009년 석재로 재차 복원하고 비각도 새롭게 건립하였다. 1963년 국가에서는 묘역을 확장하고 1970년에 기념관·순의탑을 새로 지었다.

## 같이 보기
- 금산 전투
- 조헌

## 참고 자료
- 틀:국가유산청 문화재
- 이 문서에는 다음커뮤니케이션(현 카카오)에서 GFDL 또는 CC-SA 라이선스로 배포한 글로벌 세계대백과사전의 내용을 기초로 작성된 글이 포함되어 있습니다.